# Bryum imbricatum
Bryum imbricatum là một loài Rêu trong họ Bryaceae. Loài này được (Schwägr.) Bruch & Schimp. mô tả khoa học đầu tiên năm 1839.

## Hình ảnh

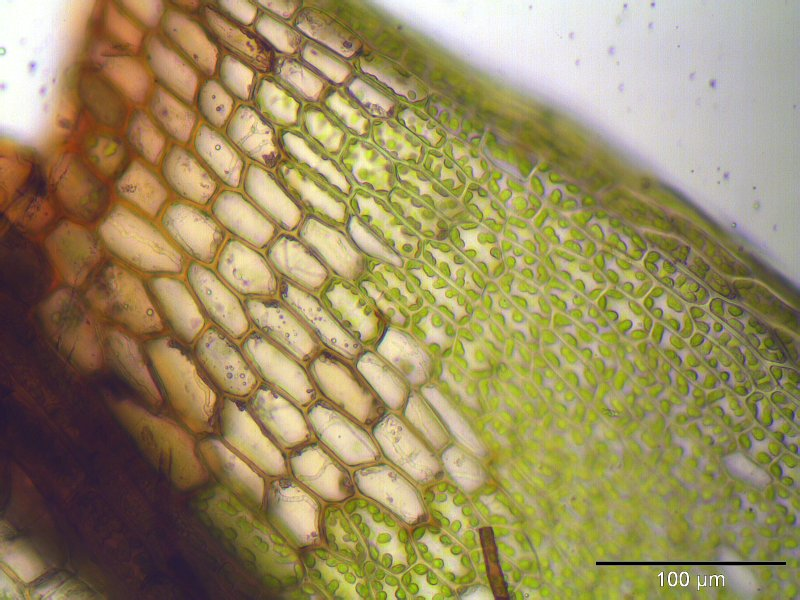
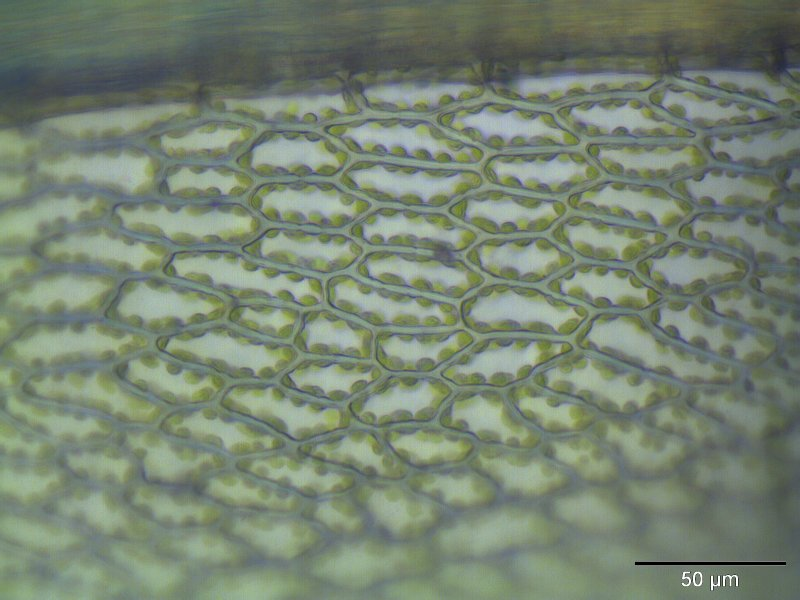
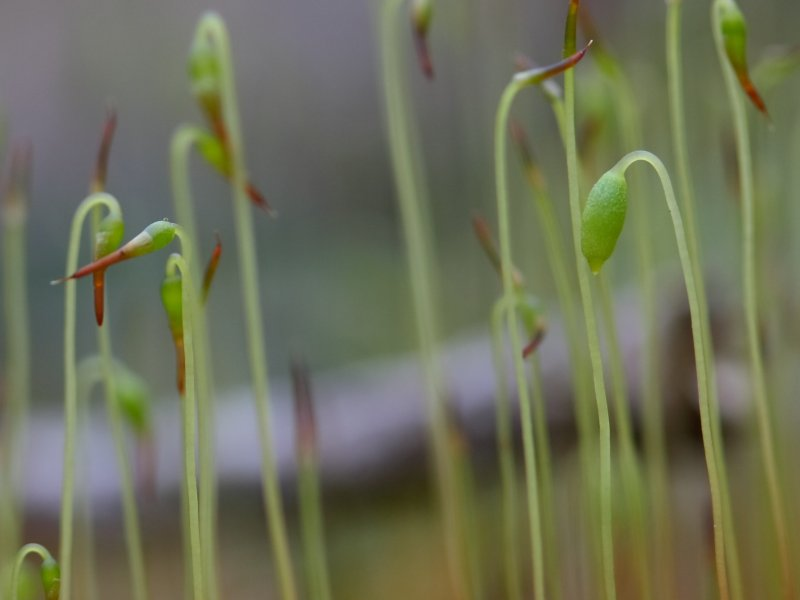